# Nights on Saturn (Communication)
Nights on Saturn (Communication) ist ein Jazzalbum des Quartetts أحمد [Ahmed]. Die am 5. Dezember 2019 im Londoner Cafe Oto entstandenen Aufnahmen erschienen am 26. März 2021 auf Astral Spirits.

## Hintergrund
Als das Quartett [Ahmed] 2019 (nach seinem Debütalbum New Jazz Imagination 2017) Super Majnoon (Otoroku) veröffentlicht hatte, bot dies nicht nur die Gelegenheit, das wenig beachtete Werk des bahnbrechenden Bassisten Ahmed Abdul-Malik noch einmal Revue passieren zu lassen, sondern „auch eine Mischung aus Improvisationen, die gleichermaßen auf minimalistischen Wiederholungen und tief verwurzelten Grooves beruhte“, notierte Troy Dostert. Dieses Quartett europäischer Musiker, bestehend aus dem Saxophonisten Seymour Wright, dem Pianisten Pat Thomas, dem Bassisten Joel Grip und dem Schlagzeuger Antonin Gerbal, stellte sich neue Wege vor, um Abdul-Maliks Suche nach gemeinsamen Verbindungen zwischen Jazz und Idiomen aus Afrika und dem Nahen Osten weiterzuentwickeln; daher auch der Untertitel „East Meets West“ des Albums, so der Autor.
Pat Thomas hörte Ahmed Abdul-Malik – einen Bassisten, der mit Thelonious Monk, Art Blakey und John Coltrane spielte – zum ersten Mal in den frühen 1980er-Jahren. „[Mich hat es] einfach umgehauen“, sagte er in einem Interview. „So etwas hatte ich noch nie gehört. Ich konnte nicht glauben, dass er das tat, denn es war älter als viele Dinge, die sogar Coltrane modal machte, und das weckte mein Interesse an dem Kerl und natürlich musste ich alles bekommen.“ Thomas argumentiert, dass eurozentrische Jazzhistoriker die islamische Kultur Westafrikas übersehen haben, was dazu führte, dass sie die Verwendung von Modi und „exotischen“ Instrumenten durch Musiker wie Abdul-Malik und Yusef Lateef in den 1950er-Jahren als oberflächlich ablehnten. Diese Entwicklungen, entgegnet Thomas, sollten als Versuch insbesondere afroamerikanischer Musiker gesehen werden, wieder an die panislamische Musiktradition anzuknüpfen, die ihre Vorfahren durch Jazz und Blues weitergegeben hatten.
Thomas erinnert sich, wie er einigen sudanesischen Musikerfreunden in Oxford Abdul-Maliks Platten vorspielte. „Sie waren völlig ausgeflippt“, sagt er. „Sie sagten, es sei eine exakte Nachbildung dessen, was in den 1950er Jahren in der sudanesischen Musik vor sich ging!“ Dies unterstreicht die Tiefe von Abdul-Maliks Auseinandersetzung mit afrikanisch-muslimischen Traditionen. „Er romantisiert nicht, und er wusste tatsächlich, was er tat, daher denke ich, dass seine Bedeutung für die Musik neu bewertet werden muss“, sagte Thomas.
Maliks Komposition „Nights on Saturn“ (von dessen LP The Music of Ahmed Abdul-Malik, 1961) spielten die Musiker in einer 41-minütigen Fassung. Darüber hinaus enthält die digitale Version auch einen achteinhalb Minuten dauernden Zusammenschnitt.

## Titelliste
- [Ahmed]: Nights on Saturn (Communication) (Astral Spirits – AS150)[3]

1. Nights on Saturn (communication) (Abdul-Malik) 41:47
2. Nights on Saturn (communication) (Abdul-Malik) 8:25

## Rezeption

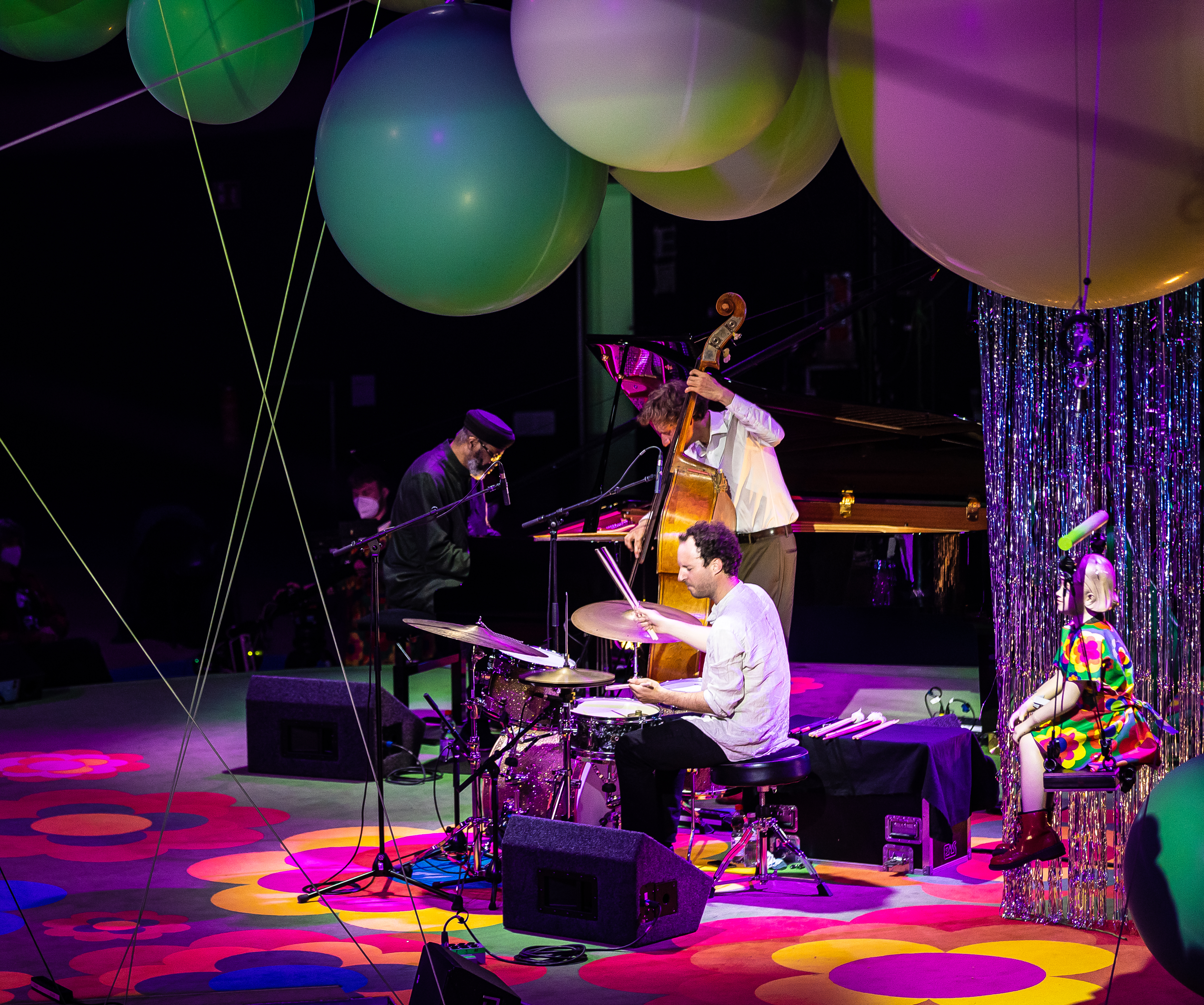
Pat Thomas, Joel Grip und Antonin Gerbal im Trio Ism auf dem Moers Festival 2021

Nach Ansicht von Troy Dostert, der das Album in All About Jazz rezensierte, führt das Nachfolgealbum den Ansatz der Gruppe in eine noch aggressivere Richtung, mit zusätzlicher unerbittlicher Energie und verstärkter rhythmischer Leidenschaft. Auf diesem Livemitschnitt entfessle [Ahmed] gleich zu Beginn seine Wut und würde im Verlauf des Konzertes eine 40-minütigen Extrapolation von Abdul-Maliks „Nights on Saturn“ erschaffen. Die Musik besitze eine hypnotische Anziehungskraft, insbesondere wenn alle vier Musiker völlig der übertriebenen Manie des Stücks erliegen. Auch wenn einige Zuhörer sich vielleicht einen etwas dynamischeren Kontrast wünschen oder gelegentlich der im Wesentlichen iterativen Qualität der Musik überdrüssig werden, sei es faszinierend zu hören, wie Wright und Thomas die von ihnen heraufbeschworenen Figuren erforschen und hinterfragen. Aufgrund seiner schieren kathartischen Kraft sei Nights on Saturn in der Tat eine Errungenschaft.
Nights on Saturn von [Ahmed] sei „eine Eruption zyklischer Motive, pochender Cluster, eindringlicher Grooves und eine inspirierte Neuinterpretation von Ahmed Abdul-Maliks bahnbrechendem arabisch [inspiriertem] Jazz“, schrieb Stewart Smith (Daily Bandcamp). Für Thomas sei es eine Herausforderung gewesen, ein Akkordinstrument in Abdul-Maliks Klangwelt einzuführen. Anstatt zu harmonisieren, konzentriere er sich auf die perkussiven Aspekte des Klaviers und spiele funkige Vamps und donnernde Cluster zwischen Melodiefetzen. Auch Seymour Wright sei äußerst erfinderisch, indem er Phrasen unter die Lupe nehme, um subtile Variationen in Klangfarbe, Tonhöhe und Rhythmus hervorzuheben.